# 실내 무도 아시안 게임
실내 무도 아시안 게임)Asian Indoor and Martial Arts Games_은 2013년부터 시작되는 아시아 올림픽 평의회 가입국들의 실내, 무술 운동 경기 대회이다. 2005년부터 2009년까지 진행됐던 실내 아시안 게임과 2009년에 진행됐던 무도 아시안 게임을 통합하여 만들어졌다.

## 역대 대회 목록
| 연도 | 개최지                    | 1위            | 2위      | 3위    |
| ---- | ------------------------- | -------------- | -------- | ------ |
| 2013 | 대한민국 인천             | 중국           | 대한민국 | 베트남 |
| 2017 | 투르크메니스탄 아시가바트 | 투르크메니스탄 | 중국     | 이란   |
| 2025 | 사우디아라비아 리야드     |                |          |        |

- 2021년 실내 무도 아시안 게임은 태국의 방콕/촌부리에서 개최하기로 했으나 코로나19여파로 취소되었다.

### 실내 아시안 게임
| 연도 | 개최지        | 1위  | 2위        | 3위        |
| ---- | ------------- | ---- | ---------- | ---------- |
| 2005 | 태국 방콕     | 중국 | 카자흐스탄 | 태국       |
| 2007 | 마카오        | 중국 | 태국       | 홍콩       |
| 2009 | 베트남 하노이 | 중국 | 베트남     | 카자흐스탄 |

- 2011년 실내 아시안 게임은 카타르의 도하에서 개최하기로 했으나 취소되었다.

### 무도 아시안 게임
| 연도 | 개최지    | 1위  | 2위        | 3위      |
| ---- | --------- | ---- | ---------- | -------- |
| 2009 | 태국 방콕 | 태국 | 카자흐스탄 | 대한민국 |

## 같이 보기
- 아시안 게임
- 동계 아시안 게임
- 해변 아시안 게임
- 청소년 아시안 게임